# El regreso del peregrino
El regreso del peregrino es un libro de ficción alegórica de C. S. Lewis. 
Esta novela de 1933 fue la  primera obra publicada de Lewis de ficción en prosa, y su tercera obra por publicar. Traza el progreso de un personaje ficticio llamado John a través de un paisaje filosófico en busca de la isla de su deseo. Lewis describió la novela a su editor como "una especie de Bunyan hasta la fecha" en referencia a la novela de John Bunyan, El progreso del peregrino, mezclada con la política, las ideologías, la filosofía, y principios estéticos del siglo XX. Como tal, el personaje lucha con la fonética moderna, la hipocresía y la vacante intelectual de la iglesia cristiana, el comunismo , el fascismo y diversos movimientos filosóficos y artísticos.
John, el peregrino, viaja, como cristiano en El progreso del Peregrino, en busca de la Isla de su deseo, por lo cual su anhelo nunca se olvida del todo a pesar de que solo lo ha recibido. Al igual que el Peregrino en la alegoría de Bunyan, John conoce a un compañero de viaje, en este caso llamado Vertue, y los dos viajan juntos.
La tierra a través de la cual John viaja está compuesta  de condados con nombres como Puritania (dónde  empieza),  Zeitgeistheim (alemán para hogar del 'espíritu de la era' o en alemán Zeitgeist) Dialéctica, y Pagus. También conoce figuras con nombres como Señor Ilustración, el señor Sensato, Drudge, Señor Neo-Clásico, Señor Humanista, Neo-Angular, y Madre Kirk.
Los personajes no corresponden a ninguno en el Progreso del Peregrino de Bunyan, pero Lewis usa el mismo modelo literario que Bunyan.
La novela, aunque alegórica, trata en su mayor parte de la filosofía moral, y describe la disputa en el alma de John entre The Rules (la instrucción anterior de John por Steward) y The Pictures (su imaginación y la isla), y su búsqueda para reconciliar estos. En su viaje, debe evitar los falsos caminos filosóficos y las imitaciones del Dulce Deseo.
El personaje de Lewis encuentra que muchos caminos filosóficos finalmente conducen a un nihilismo fascista, su explicación del floreciente movimiento nazi  y otros gobiernos totalitarios de la Segunda Guerra Mundial. Esto también resalta su propia atracción por el paganismo y la mitología nórdica como su primer espiritual despertando que le dirigió al cristianismo (al que volvería en la autobiografía de no ficción Sorprendida por la alegría), al tiempo que reconoce los elementos oscuros potenciales del paganismo.
La novela fue escrita durante dos semanas de vacaciones pasadas en la casa de su amigo de la infancia, Arthur Greeves.
El Regreso del Peregrino inicialmente recibió críticas mixtas y no se vendió bien. Posteriormente, fue asumido por varios editores diferentes. Sin embargo, en la tercera edición, Lewis había reconocido las dificultades que algunos de sus lectores tenían y escribió un prefacio crítico y explicativo para aclarar algunos de los problemas que resultaron de la oscuridad no intencional y los cambios en el pensamiento filosófico de principios del siglo XX. Esta edición también introdujo un formato de titular continuo como una concesión a la dificultad del libro, pero con reticencia, ya que Lewis expresó su preocupación de que podría llevar a una mala interpretación de la naturaleza de la alegoría, que existe para revelar más que para ocultar.